# 中华人民共和国行政许可法
《中华人民共和国行政许可法》，是中华人民共和国的一部法律，包括各种行政机关根据公民、法人及其他组织申请，准予其从事特定活动的法律。
2003年8月27日，第十届全国人大常委会第四次会议通过该法，自2004年7月1日起施行。该法是世界上第一部统一的综合性行政许可法。